# 結跏趺坐

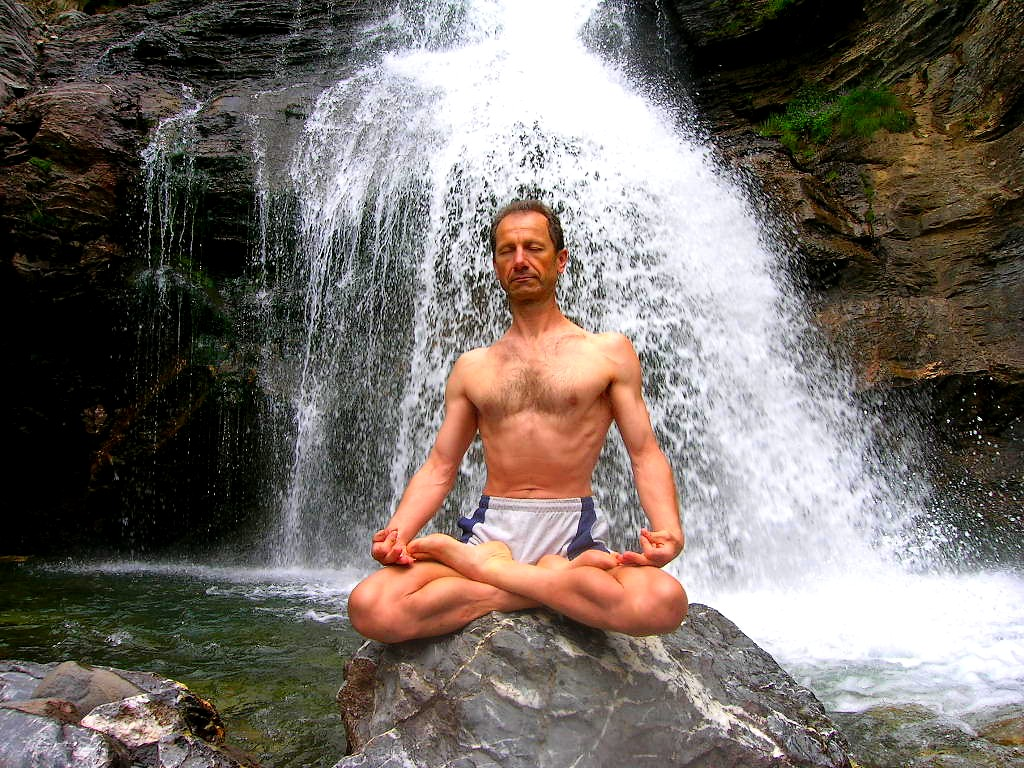
結跏趺坐した男性

結跏趺坐（けっかふざ）は、仏教とヨーガにある瞑想する際の座法。結加趺坐と書く場合もある。禅宗でこの語がよく使われる。
「趺（あし）」とは足の甲のこと、「結」とは趺を交差させ、「跏」とは反対の足の太ももの上に乗せること。したがって趺を結跏趺して坐（すわ）ることをいう。結跏趺坐は足を結んだ形をしているのが特徴である。片足を乗せる上下で吉祥坐・降魔坐と呼び、その意味も異なる（後述）。
なお、足を結んだ形ではなく、両足を重ねる座り方を、半跏趺坐（はんかふざ）という。

## 仏教
仏教における最も尊い坐り方であり、両足を組み合わせ、両腿の上に乗せるものである。如来坐像では、必ずこの坐り方が用いられている。本来、坐禅時の坐り方として行なわれたものである。
坐禅の坐法としては、まず坐蒲の上に浅く腰かけるような具合にして普通のあぐらをかいたうえで、右足を右の股の上に、かかとが下腹につくくらいにのせる。次に左足をその上から右の股のつけねにもってくる。

### 種類
- 吉祥坐（きちじょうざ、もしくは、きっしょうざ）[2]、左の足を右の股の上に乗せた後に、その上から右足を左腿上に乗せる方法。脛の交差は右が上となる。悟りを開いた者の坐法である[2]。密教では蓮華坐（れんげざ）という[5]。向下門（こうげもん）ともいい、仏が教化をする足の組み方[6]。
- 降魔坐（ごうまざ）[2]、右足を左腿上に乗せた後に、その上から左足を右腿の上に乗せる方法。脛の交差は左が上となる。修行中のものの坐法[2]。向上門（こうじょうもん）ともいい、仏になる修行をする足の組み方[6]。

種々の坐法のうち、吉祥坐は最も理想的とされ、悪魔も退散させる働きがあると考えられている。

## ヨーガ
パドマ・アーサナ（蓮華坐）という名である。
なお、この坐法をしていても下半身の力で脚を組んだまま反動をつけてジャンプすることは十分可能なのだが、一般の人間には身体の柔軟性の問題でこのような脚の組み方自体がなかなか出来ないため、そういったことが理解できずに、かつてオウム真理教の麻原彰晃が蓮華坐で単にジャンプしているだけではないかとも思われる写真を、ヨガの修行の結果として空中浮揚が出来るようになったと本気で解釈する人もいたとされる（詳しくは、空中浮揚#ヨガ行者の空中浮揚)。

## 半跏趺坐
片足を他の片足の上にのせ座ることを半跏趺坐という。菩薩坐（ぼさつざ）と同義語。
坐禅においては、身体のすわりのよい標準型の坐法は結跏趺坐であるが、両足の組めない体質の人や、組めてもすぐ痛くなって堪えられない人は半跏趺坐でよい。専門の僧堂での接心の時などのように、長時間を安定した形ですわるには、半跏趺坐が楽であるとされる。